# Gauliga 1943-1944
L'edizione 1943-1944 della Gauliga vide la vittoria finale del Dresdner SC.
L'ultimo campionato del Terzo Reich fu disputato da 31 squadre, in seguito all'ulteriore frazionamento di alcuni campionati regionali a causa delle difficoltà belliche.

## Partecipanti

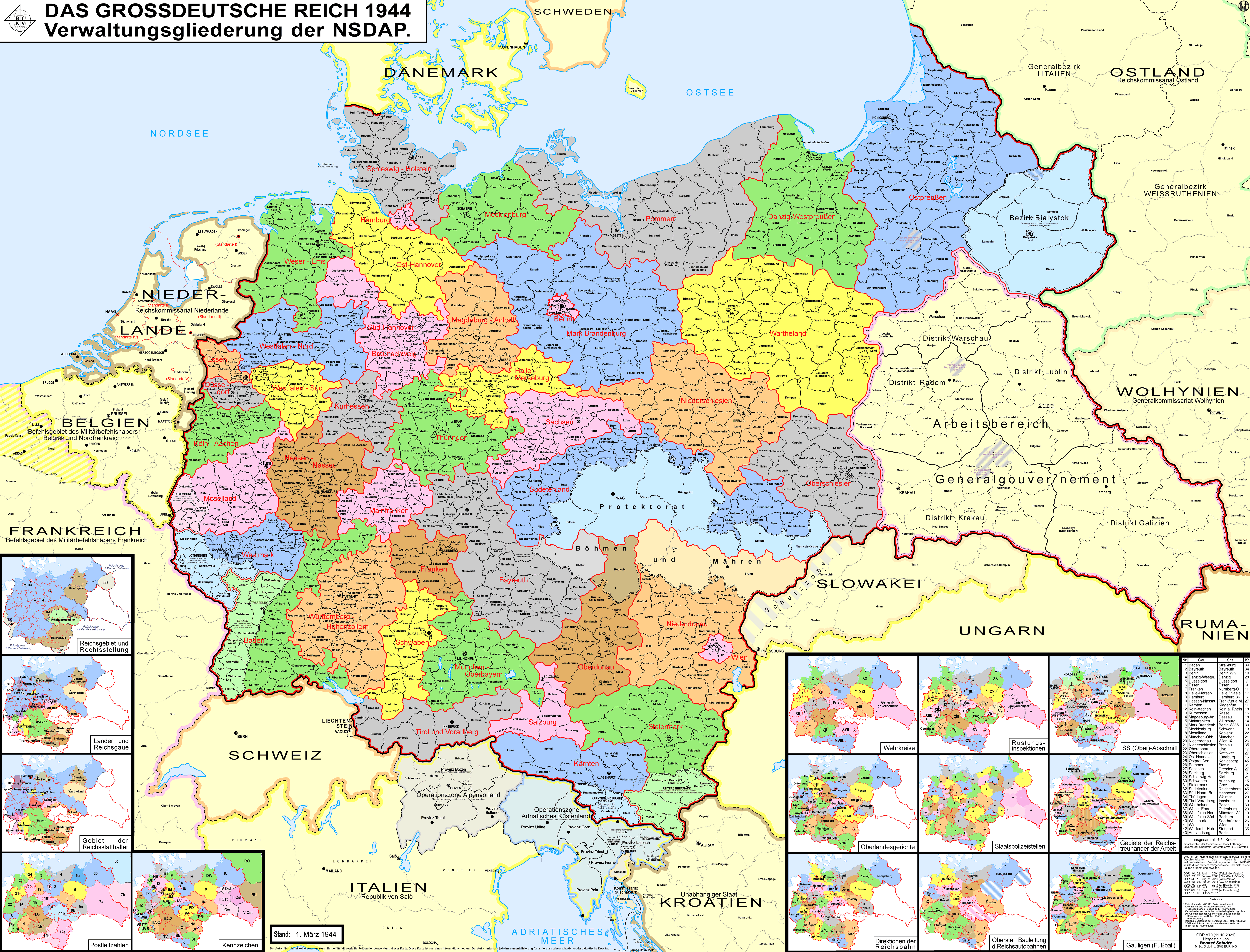
La Germania nel 1944.

| Squadra                      | qualificata come                                          |
| VfB Königsberg               | Campione del Sportbereichsklasse Ostpreußen               |
| HSV Groß Born                | Campione del Sportbereichsklasse Pommern                  |
| Hertha Berlino               | Campione del Sportbereichsklasse Berlin-Brandenburg       |
| Germania Königshütte         | Campione del Sportbereichsklasse Oberschlesien            |
| STC Hirschberg               | Campione del Sportbereichsklasse Niederschlesien          |
| Dresdner SC                  | Campione del Sportbereichsklasse Sachsen                  |
| Dessau                       | Campione del Sportbereichsklasse Mitte                    |
| Holstein Kiel                | Campione del Sportbereichsklasse Schleswig-Holstein       |
| LSV Amburgo                  | Campione del Sportbereichsklasse Hamburg                  |
| LSV Rerik                    | Campione del Sportbereichsklasse Mecklenburg              |
| Wilhelmshaven                | Campione del Sportbereichsklasse Weser-Ems                |
| WSV Celle                    | Campione del Sportbereichsklasse Osthannover              |
| Eintracht Braunschweig       | Campione del Sportbereichsklasse Südhannover-Braunschweig |
| Schalke 04                   | Campione del Sportbereichsklasse Westfalen                |
| KSG SpV/TuS Duisburg 1848/99 | Campione del Sportbereichsklasse Niederrhein              |
| KSG VfL Colonia/SpVgg Sülz   | Campione del Sportbereichsklasse Köln-Aachen              |
| Borussia Fulda               | Campione del Sportbereichsklasse Kurhessen                |
| Neuendorf                    | Campione del Sportbereichsklasse Moselland                |
| Kickers Offenbach            | Campione del Sportbereichsklasse Hessen-Nassau            |
| KSG Saarbrücken              | Campione del Sportbereichsklasse Westmark                 |
| VfR Mannheim                 | Campione del Sportbereichsklasse Baden                    |
| Mulhouse                     | Campione del Sportbereichsklasse Elsass                   |
| 1. Göppinger SV              | Campione del Sportbereichsklasse Württemberg              |
| Norimberga                   | Campione del Sportbereichsklasse Nordbayern               |
| Bayern Monaco                | Campione del Sportbereichsklasse Südbayern                |
| NSTG Brüx                    | Campione del Sportbereichsklasse Sudetenland              |
| MSV Brünn                    | Campione del Sportbereichsklasse Böhmen-Mähren            |
| First Vienna                 | Campione del Sportbereichsklasse Donau-Alpenland          |
| LSV Danzica                  | Campione del Sportbereichsklasse Danzig-Westpreußen       |
| SDW Posen                    | Campione del Sportbereichsklasse Wartheland               |
| LSV Mölders Cracovia         | Campione del Sportbereichsklasse Generalgouvernement      |

## Fase finale

### 1º turno
| Hertha Berlino | 7 – 1 | LSV Danzica |

| HSV Groß Born | 6 – 4 | LSV Rerik |

| STC Hirschberg | 7 – 0 | SDW Posen |

| Dresdner SC | 9 – 2 | Germania Königshütte |

| Holstein Kiel | 3 – 2 dts | Dessau |

| LSV Amburgo | 4 – 0 | WSV Celle |

| Eintracht Braunschweig | 1 – 2 dts | Wilhelmshaven |

| Schalke 04 | 5 – 0 | Neuendorf |

| KSG VfL Colonia/SpVgg Sülz | 0 – 2 | KSG SpV/TuS Duisburg 1848/99 |

| Mulhouse | 4 – 2 | Kickers Offenbach |

| 1. Göppinger SV | 3 – 5 | KSG Saarbrücken |

| VfR Mannheim | 2 – 1 dts | Bayern Monaco |

| NSTG Brüx | 0 – 8 | Norimberga |

| MSV Brünn | 3 – 6 | First Vienna |

| LSV Mölders Cracovia | 1 – 4 | VfB Königsberg |

una prima partita tra Hertha Berlino e Luftwaffen-SV Danzica venne giocata il 16 aprile 1944 a Danzica, e terminò 0-0 dopo i tempi supplementari
Borussia Fulda promosso, per sorteggio, al turno successivo

### Ottavi di finale
| VfB Königsberg | 3 – 10 | HSV Groß Born |

| First Vienna | 5 – 0 | STC Hirschberg |

| Hertha Berlino | 4 – 2 | Holstein Kiel |

| Borussia Fulda | 2 – 9 | Dresdner SC |

| LSV Amburgo | 4 – 2 | Wilhelmshaven |

| KSG SpV/TuS Duisburg 1848/99 | 2 – 1 | Schalke 04 |

| KSG Saarbrücken | 5 – 3 | Mulhouse |

| Norimberga | 3 – 2 | VfR Mannheim |

una prima partita tra Luftwaffen-SV Amburgo e SpVgg Wilhelmshaven venne giocata il 7 maggio 1944 a Wilhelmshaven, e terminò 1-1 dopo i tempi supplementari

### Quarti di finale
| HSV Groß Born | 3 – 2 | Hertha Berlino |

| LSV Amburgo | 3 – 0 | KSG SpV/TuS Duisburg 1848/99 |

| KSG Saarbrücken | 1 – 5 | Norimberga |

| Dresdner SC | 3 – 2 | First Vienna |

### Semifinali
| LSV Amburgo | 3 – 2 | HSV Groß Born |

| Dresdner SC | 3 – 1 | Norimberga |

### Finale
| Dresdner SC | 4 – 0 | LSV Amburgo |

## Verdetti
- Dresdner SC campione del Terzo Reich 1943-44.